# Constel·lació del Corb
El Corb (Corvus) és una petita constel·lació austral de només 11 estels visibles a simple vista (de brillantor major que la magnitud 5,5). És una de les 48 constel·lacions de Claudi Ptolemeu, i també una de les 88 constel·lacions modernes.
Representa un corb, un ocell associat a històries sobre el déu Apol·lo, posat a l'esquena de la constel·lació de l'Hidra Femella, la serp d'aigua. Les quatre estrelles més brillants, Gamma del Corb, Algorab, Epsilon i Beta Corvi, formen un quadrilàter distintiu al cel nocturn.
Amb una magnitud aparent de 2,59, Gamma Corvi, també coneguda com Gienah, és l'estrella més brillant de la constel·lació. És un gegant blau envellit, unes quatre vegades més massiu que el Sol. S'ha trobat que la jove estrella Eta del Corb tenia dos discs de fragments. Tres sistemes estel·lars tenen exoplanetes, i un quart sistema planetari no està confirmat. TV Corvi és una nova nana: una nana blanca i una nana marró en òrbita molt propera.

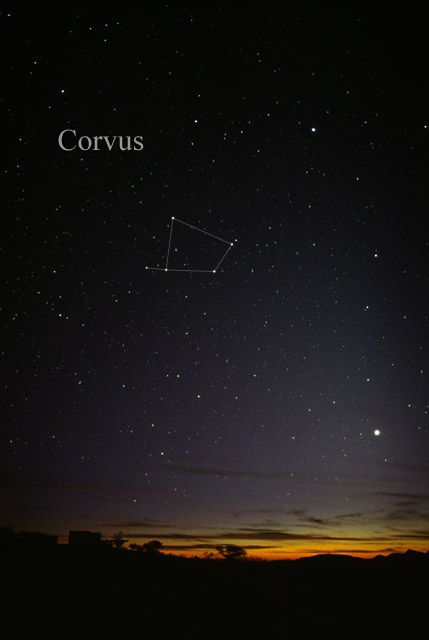
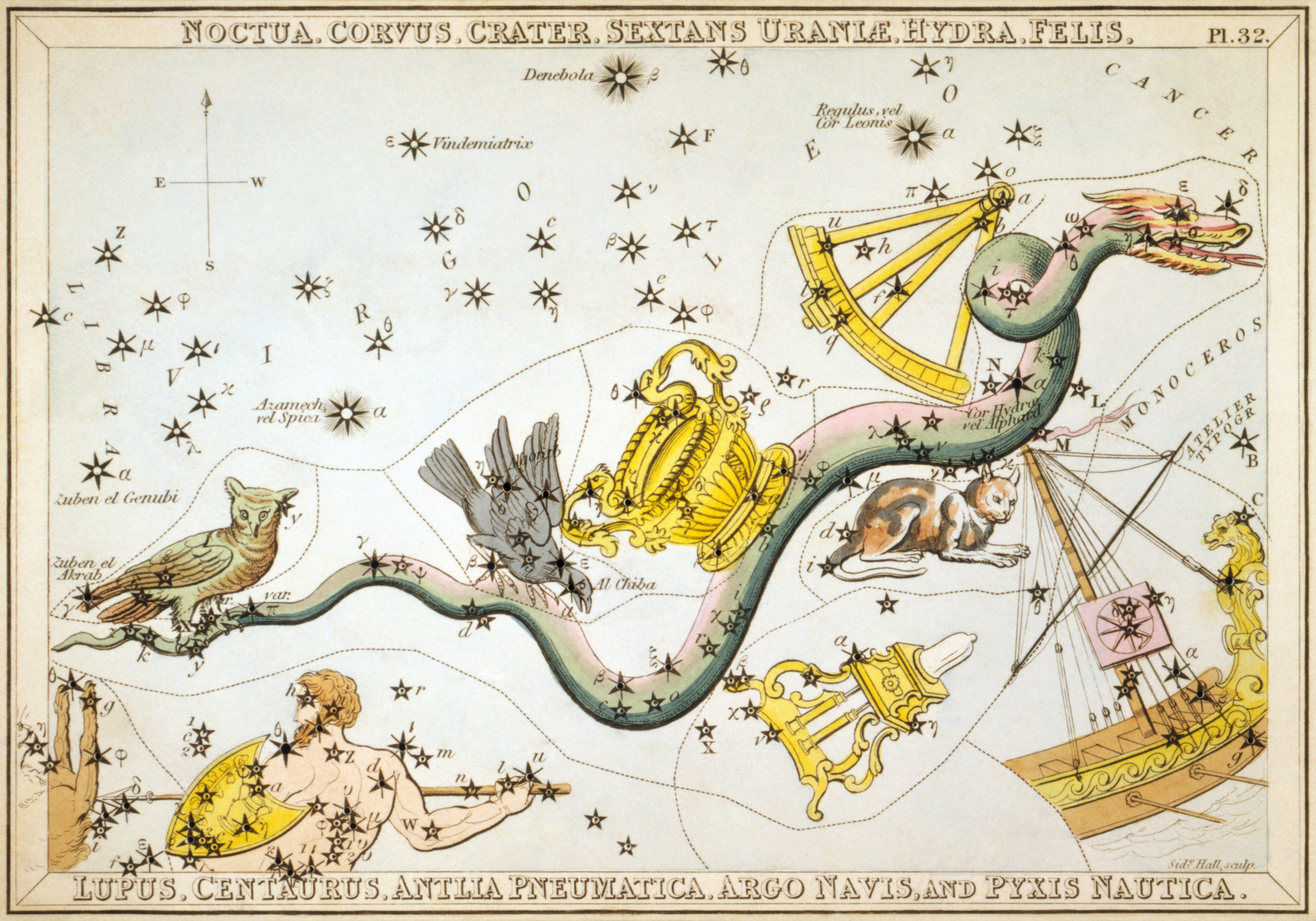

## Història i mitologia
Als catàlegs d'estrelles babilònics que daten almenys de l'any 1100 aC, el que més tard es coneixeria com a Corb es va anomenar el corb (MUL. UGA. MUSHEN). Igual que amb l'astronomia clàssica més familiar, es va col·locar assegut a la cua de la Serp (Hidra grega). La constel·lació de Babilònia era sagrada per Adad, el déu de la pluja i la tempesta; al segon mil·lenni aC hauria augmentat just abans de l'estació de pluges de tardor. John H. Rogers va observar que Hidra era Ningishzida, el déu de l'Inframon en el compendi babilònic MUL. APIN. Va proposar que Corb i Crater (juntament amb Hidra) fossin símbols de mort i marquessin la porta de l'inframon. Aquestes dues constel·lacions, juntament amb la constel·lació de l'Àguila i la del peix, van ser introduïdes als grecs cap al 500 aC; van marcar els solsticis d'hivern i d'estiu respectivament. A més, Hidra havia estat una fita ja que s'havia situat a cavall de l'equador celeste a l'antiguitat. El Corb i Crater també apareixen a la iconografia del mitraisme, que es creu que va ser d'origen oriental abans d'estendre's a l'antiga Grècia i Roma.

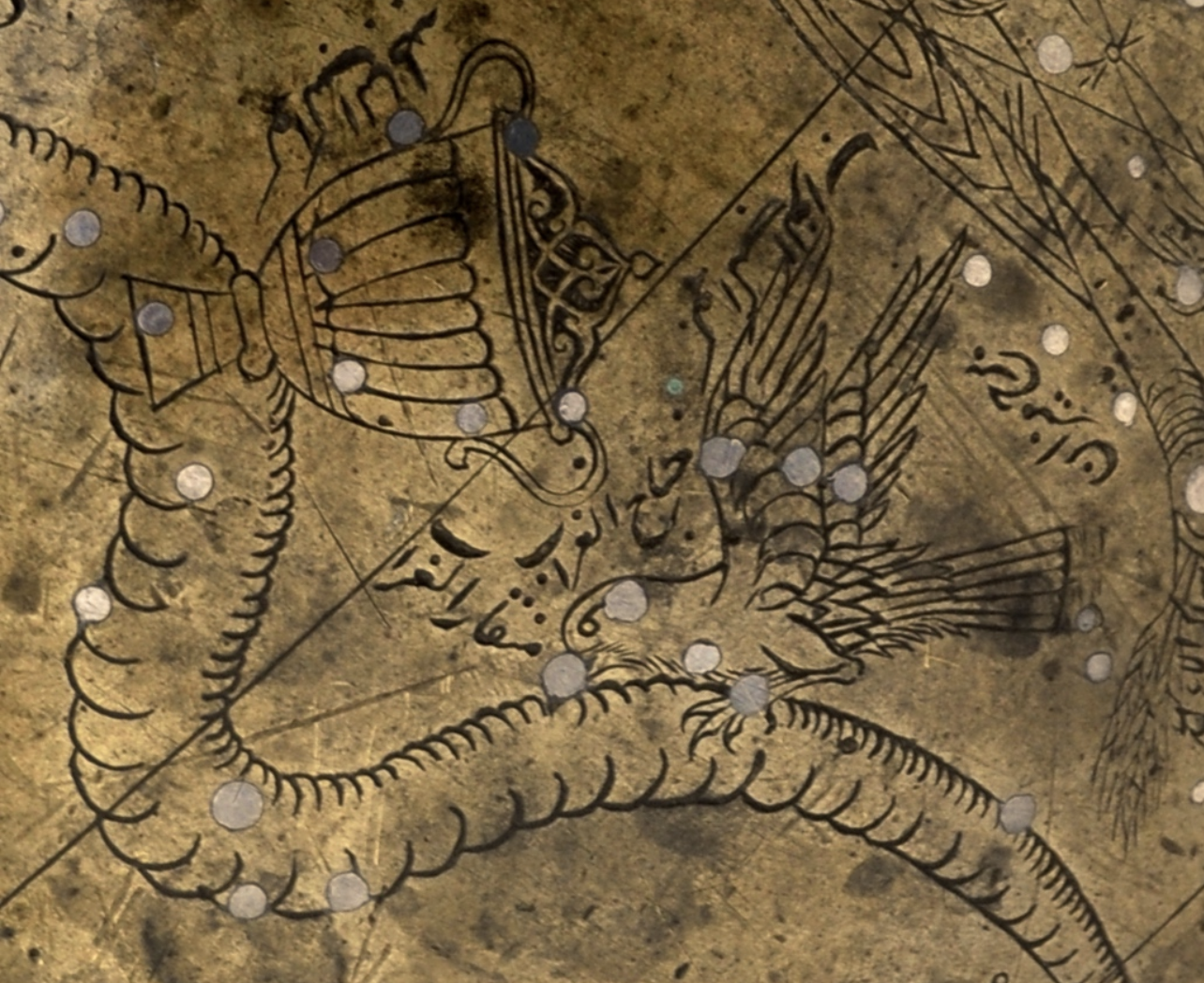
El Corb tal com es mostra a The Manuchihr Globe fet a Mashad 1632-33 dC. Col·lecció Adilnor, Suècia.

El Corb està associat amb el mite d'Apol·lo i el seu amant Coronis el Làpites. Coronis havia estat infidel a Apol·lo; quan va saber aquesta informació d'un corb blanc pur (o corb en algunes versions), va tornar les seves plomes negres en un atac de ràbia. Una altra llegenda associada al Corb és que un corb es va aturar en el seu camí, quan buscava aigua per a Apol·lo, per menjar figues. En lloc de dir la veritat a Apol·lo, va mentir i va dir que una serp, Hidra, el va mantenir fora de l'aigua, mentre sostenia una serp a les urpes com a prova. Apol·lo, adonant-se que tot això era mentida, va llançar el corb (Corvus), la copa (Constel·lació de la Copa) i la serp (Hidra) al cel. A més, va castigar l'ocell rebel assegurant-se que tindria set per sempre, tant a la vida real com al cel, on la Copa està fora de l'abast.

### En altres cultures
En l'astronomia xinesa, les estrelles del Corb es troben dins de l'Ocell vermell del Sud (南方朱雀, Nán Fāng Zhū Què). Les quatre estrelles principals representen un carro, Zhen, que és la 28a i última mansió lunar; Alpha i Eta marquen els eixos de les rodes, i Zeta és Changsha, un taüt. En l'astronomia índia, les cinc estrelles principals del Corb representen una mà o puny corresponent a l’Hasta, el 13è nakshatra o mansió lunar.
El Corb va ser reconeguda com una constel·lació per diverses cultures polinèsies i utilitzat com a guia per a la navegació oceànica. A les illes Marqueses s'anomenava Mee; a Pukapuka, es deia Te Manu, i a les Illes de la Societat, es deia Metua-ai-papa. Pels illencs de l'estret de Torres, el Corb era la mà dreta (que sostenia la fruita kupa) de l'enorme constel·lació de Tagai, un home pescant.
El poble bororo de Mato Grosso, al centre del Brasil, considerava la constel·lació com una tortuga terrestre Geriguigui, mentre que el poble tucano de la regió nord-oest de l'Amazònia la veia com una garsa. Per als tupís de l'illa de São Luís al Brasil, el Corb podria haver estat vist com una graella o barbacoa: seychouioura, on es feia peix a la brasa. La representació també podria haver fet referència a la constel·lació del Pegàs.

## Característiques
Cobrint 184 graus quadrats i, per tant, el 0,446% del cel, El Corb ocupa el lloc 70 de les 88 constel·lacions de l'àrea. Limita amb Virgo al nord i a l'est, Hidra al sud i Crater a l'oest. L'abreviatura de tres lletres de la constel·lació, adoptada per la Unió Astronòmica Internacional el 1922, és «Crv». Els límits oficials de la constel·lació, tal com els va establir l'astrònom belga Eugène Delporte el 1930, es defineixen per un polígon de sis segments. En el sistema de coordenades equatorials, les coordenades Ascensió recta|d'ascensió recta d'aquestes fronteres es troben entre 11h 56m 22s i 12h 56m 40s, mentre que les coordenades de declinació estan entre −11,68° i −25,20°. La seva posició a l'hemisferi sud celeste significa que tota la constel·lació és visible per als observadors al sud de 65°N.

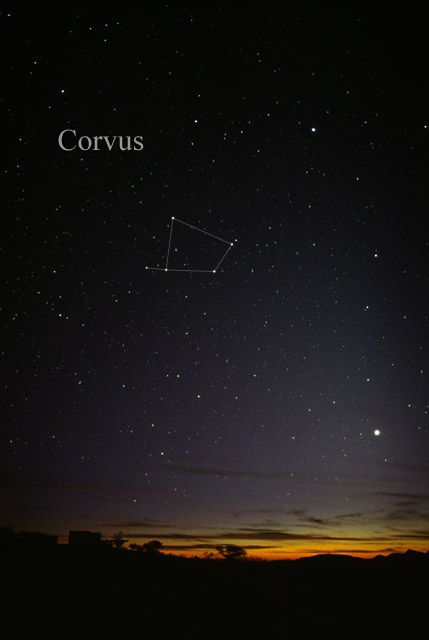
La constel·lació del Corb tal com es pot veure a ull nu

### Estrelles
El cartògraf alemany Johann Bayer va utilitzar les lletres gregues Alfa a Eta per etiquetar les estrelles més destacades de la constel·lació. John Flamsteed va donar nom a nou estrelles en la Nomenclatura de Flamsteed, mentre que una estrella que va situar a la constel·lació veïna Crater— 31 Crateris— es trobava dins de Corb un cop es van establir els límits de la constel·lació el 1930. Dins dels límits de la constel·lació, hi ha 29 estrelles més brillants o iguals que la magnitud aparent 6,5.
Quatre estrelles principals, Algorab, Gamma del Corb, Epsilon i Beta Corvi, formen un asterisme quadrilàter conegut com la «Spica's Spanker» o «la Vela». Tot i que cap de les estrelles és especialment brillant, es troben en una zona fosca del cel, cosa que fa que l'asterisme sigui fàcil de distingir al cel nocturn. Gamma i Delta serveixen com a indicadors cap a Spica. També anomenada Gienah, Gamma és l'estrella més brillant del Corb amb una magnitud de 2,59. El seu nom tradicional significa «ala», l'estrella que marca l'ala esquerra a l'Uranometria de Bayer. A 154 ± 1 anys llum de la Terra, és una estrella gegant de color blau-blanc de tipus espectral B8III que és de 4,2+0,4
−0,3</br> 4,2+0,4
−0,3 vegades més massiu, i 355 vegades més lluminós que el Sol. Al voltant 160+40
−30</br> 160+40
−30 milions d'anys, ha esgotat en gran part el seu nucli d'hidrogen i ha començat a expandir-se i refredar-se a mesura que s'allunya de la seqüència principal. Una estrella binària, té una estrella nana taronja o vermella companya de tipus espectral K5V a M5V que és aproximadament 0,8 vegades més massiva que el Sol. A unes 50 unitats astronòmiques distants de Gamma Corvi A, s'estima que completarà una òrbita en 158 anys. Delta Corvi, anomenada tradicionalment Algorab, és una estrella doble visible en petits telescopis amateurs. La primària és una estrella blau-blanca de magnitud 2,9, a uns 87 anys llum de la Terra. Una estrella enigmàtica aproximadament 2,7 vegades més massiva que el Sol, és més lluminosa (65-70 vegades la del Sol) del que hauria de ser per la seva temperatura superficial de 10.400 K, i, per tant, és una estrella molt jove de 3,2 milions d'anys de seqüència preprincipal que no s'ha assentat en una etapa de vida de seqüència principal estable, o una estrella de 260 milions d'anys que ha començat a esgotar el seu nucli d'hidrogen i a expandir-se, refredar-se i brillar amb més intensitat a mesura que s'allunya de la seqüència principal. El seu tipus espectral es dona com a A0IV, corresponent a aquest darrer escenari. S'ha detectat pols circumestel·lar càlida —per definició part del seu sistema estel·lar interior— al voltant del Delta Corvi A. Delta Corvi B és una estrella nana taronja de magnitud 8,51 i classe espectral K, també envoltada de pols circumstel·lar. Una estrella posterior a T-tauri, està a almenys 650 ua de distància de la seva companya més brillant i triga almenys 9400 anys a completar una òrbita. El nom comú de Delta Corvi significa «el corb». És una de les dues estrelles que marquen l'ala dreta. Situat a 4,5 graus al nord-est de Delta Corvi es troba Struve 1669, una estrella binària que és visible per petits telescopis amateurs, a 280 anys llum de la Terra. La parella, totes dues estrelles blanques, és visible a simple vista a una magnitud de 5,2; el primari és de magnitud 5,9 i el secundari és de magnitud 6,0.
El pit del corb està marcat per Beta Corvi (el nom propi és Kraz), una estrella de magnitud 2,7 situada a 146 ± 1 anys llum de la Terra. Té uns 206 milions d'anys i 3,7 ± 1 vegades més massiu que el Sol, ha esgotat el seu nucli d'hidrogen i s'ha expandit i refredat fins a una temperatura superficial d'uns 5.100 K i ara és una estrella gegant de color groc brillant de tipus espectral G5II. Probablement, va passar la major part de la seva existència com a estrella de seqüència principal de tipus B. Porta el nom propi de Minkar i qui marca l'orifici nasal del corb és Epsilon Corvi, situada a uns 318 ± 5 anys llum de la Terra. És una gegant vermella de tipus espectral K2III que té unes 54 vegades el radi del Sol i 930 vegades la seva lluminositat. Al voltant de 4 vegades més massiva que el Sol, va passar gran part de la seva vida com a estrella de seqüència principal de tipus espectral B5V. Al sud del quadrilàter entre Beta i Epsilon Corvi hi ha 6 Corvi de color taronja, una estrella gegant envellida de tipus espectral K1III que és unes 70 vegades més lluminosa que el Sol. Es troba a 331 ± 10 anys llum de la Terra.
Anomenada Alchiba, Alpha Corvi és una estrella de color blanc de tipus espectral F1V i de magnitud 4,0, a 48,7 ± 0,1 anys llum de la Terra. Exhibeix canvis periòdics en el seu espectre durant un període de tres dies, cosa que suggereix que és una variable binària espectroscòpica o (més probable) una variable de tipus Variable Gamma Doradus pulsant. Si aquest és el cas, s'estima que és 1,39 vegades més massiva que el Sol. Segons l'atles de Bayer, es troba per sobre del bec de l'ocell.
Marcant l'ala dreta del corb hi ha l'eta del Corb, una estrella de seqüència principal groc-blanca de tipus F2V que és 1,52 vegades més massiva i 4,87 vegades més lluminosa que el Sol. Es troba a 59 anys llum del nostre Sistema Solar. S'han detectat dos discs de fragments orbitant aquesta estrella, un calent a 3,5 unitats astronòmiques i un altre a unes 150 unitats astronòmiques de distància. Zeta Corvi marca el coll del corb. Té una magnitud aparent 5,21, separada per 7 segons d'arc de l'estrella HR 4691. Situada a 420 ± 10 anys llum de distància, és una estrella Be de color blau-blanc de tipus espectral B8V, la presència de línies d'emissió d'hidrogen en el seu espectre indica que té un disc circumestel·lar. Aquestes estrelles poden ser un sistema estel·lar òptic doble o múltiple, amb una separació d'almenys 50.000 unitats astronòmiques i les estrelles triguen 3,5 milions d'anys a orbitar entre si. HR 4691 és doble, compost per una gegant envellida de color groc-taronja el tipus espectral de la qual s'ha calculat a K0 o G3, i una estrella de seqüència principal de tipus F.
31 Crateris (que va ser situat originalment al Crater per Flamsteed) és una estrella de magnitud 5,26 que fa temps es va confondre amb una lluna de Mercuri. El 27 de març de 1974, la missió Mariner 10 va detectar emissions a l'ultraviolat llunyà del planeta (que suggereix un satèl·lit), però es va trobar que emanaven de l'estrella. En realitat es tracta d'un sistema estel·lar binari remot amb una estrella calenta blau-blanca de tipus espectral B1.5V i un acompanyant del qual se sap poc. Les dues estrelles giren entre si cada 2,9631 dies. La principal és possiblement una endarrerida blava del grup Hyades. El primari és al voltant de 15,5 vegades més massiu que el Sol i 52262 vegades més lluminós.
VV del Corb és un binari espectroscòpic proper, les seves dues estrelles components orbiten entre si amb un període orbital d'1,46 dies. Totes dues són estrelles de seqüència principal groc-blanc de tipus espectral F5V, tot i que la primària ha començat a expandir-se i refredar-se a mesura que s'acosta al final del seu temps a la seqüència principal. La relació de massa de les dues estrelles és de 0,775 ± 0,024. Un company terciari va ser descobert durant el Two Micron All-Sky Survey. W Corvi és un eclipsi binari que varia en brillantor des de la magnitud aparent 11,16 fins a 12,5 durant 9 hores. El seu període ha augmentat 1/4 de segon durant un segle. És un sistema inusual, ja que les seves dues estrelles estan molt a prop l'una de l'altra, però tenen temperatures superficials diferents i, per tant, la transferència tèrmica no s'està produint com s'esperava. SX Corvi és un binari d'eclipsi que també és un binari de contacte conegut com a variable W Ursae Majoris. Les dues estrelles components orbiten prou a prop l'una de l'altra perquè la massa s'hagi transferit entre elles; en aquest cas, la secundària ha transferit una gran quantitat de massa a la primària. RV Corvi és un altre binari eclipsant. La seva brillantor varia des de la magnitud aparent 8,6 fins a 9,16 durant 18 hores. El sistema està format per estrelles de tipus espectrals F0 i G0, que orbiten entre si cada 0,7473 dies.
Prop de Gamma Corvi i visible en el mateix camp binocular hi ha R Corvi, una estrella variable de llarg període (Mira). La brillantor oscil·la entre una magnitud de 6,7 i 14,4 amb un període d'aproximadament 317 dies. TT Corvi és una gegant vermella variable semiregular de tipus espectral M3III i de magnitud aparent 6,48 a uns 923 anys llum de distància. Té unes 993 vegades més lluminós que el Sol. TU Corvi és una variable Delta Scuti: una classe d'estrelles polsadores de període curt (sis hores com a màxim) que s'han utilitzat com a escala de distàncies còsmiques i com a assignatures per estudiar astrosismologia. Varia en 0,025 d'una magnitud al voltant de la magnitud aparent 6,53 durant 59 minuts.
Tres sistemes estel·lars han confirmat planetes. HD 103774 és una jove estrella de seqüència principal de color groc-blanc de magnitud aparent 7,12 que es troba a 181 ± 5 anys llum de distància de la Terra. És 1,335 ± 0,03 vegades més massiva i 3,5 ± 0,3 vegades més lluminosa que el Sol. Les variacions en la seva velocitat radial van mostrar que estava sent orbitada per un planeta de la mida de Neptú cada 5,9 dies el 2013. HD 104067 és una nana taronja de tipus espectral K2V de magnitud aparent 7,93 que es troba a 69 ± 1 anys llum de distància de la Terra. Al voltant del 80% de la massa del Sol, està orbitada per un planeta 3,6 vegades la massa de Neptú cada 55,8 dies. WASP-83 té un planeta tan massiu com Saturn que l'orbita cada 5 dies. Va ser descobert pel seu trànsit a través de l'estrella el 2015. Un quart sistema estel·lar té un planeta no confirmat. HD 111031 és una estrella semblant al sol de tipus espectral G5V situada a 101 ± 2 anys llum de distància de la Terra.
Ross 695 és una estrella nana vermella situada a només 28,9 ± 0,6 anys llum de distància de la Terra. A una magnitud aparent d'11,27, és massa feble per ser vist a ull nu. Estrella petita, té al voltant del 23% de la massa i el radi del Sol, però només un 0,7% de la seva lluminositat. VHS J1256–1257 és un sistema triple de nanes marrons joves situat a 72,4+3,6
−3,9 anys llum de distància de la Terra. El sistema consta d'un sistema binari central d'igual massa de nanes de tipus espectral tardà M i una nana marró externa de massa planetària que està àmpliament separada a 102 ± 9 UA. DENIS-P J1228.2-1547 és un sistema compost per dues nanes marrons que orbiten entre si situades a 73 ± 3 anys llum de la Terra. TV Corvi és una nova nana composta per una nana blanca i una nana marró que orbiten entre si cada 90 minuts. El sistema té una magnitud de referència de 17 que s'il·lumina periòdicament fins a la magnitud 12, descoberta per Clyde Tombaugh el 1931 i David Levy el 1990 i el 2005.

### Objectes del cel profund

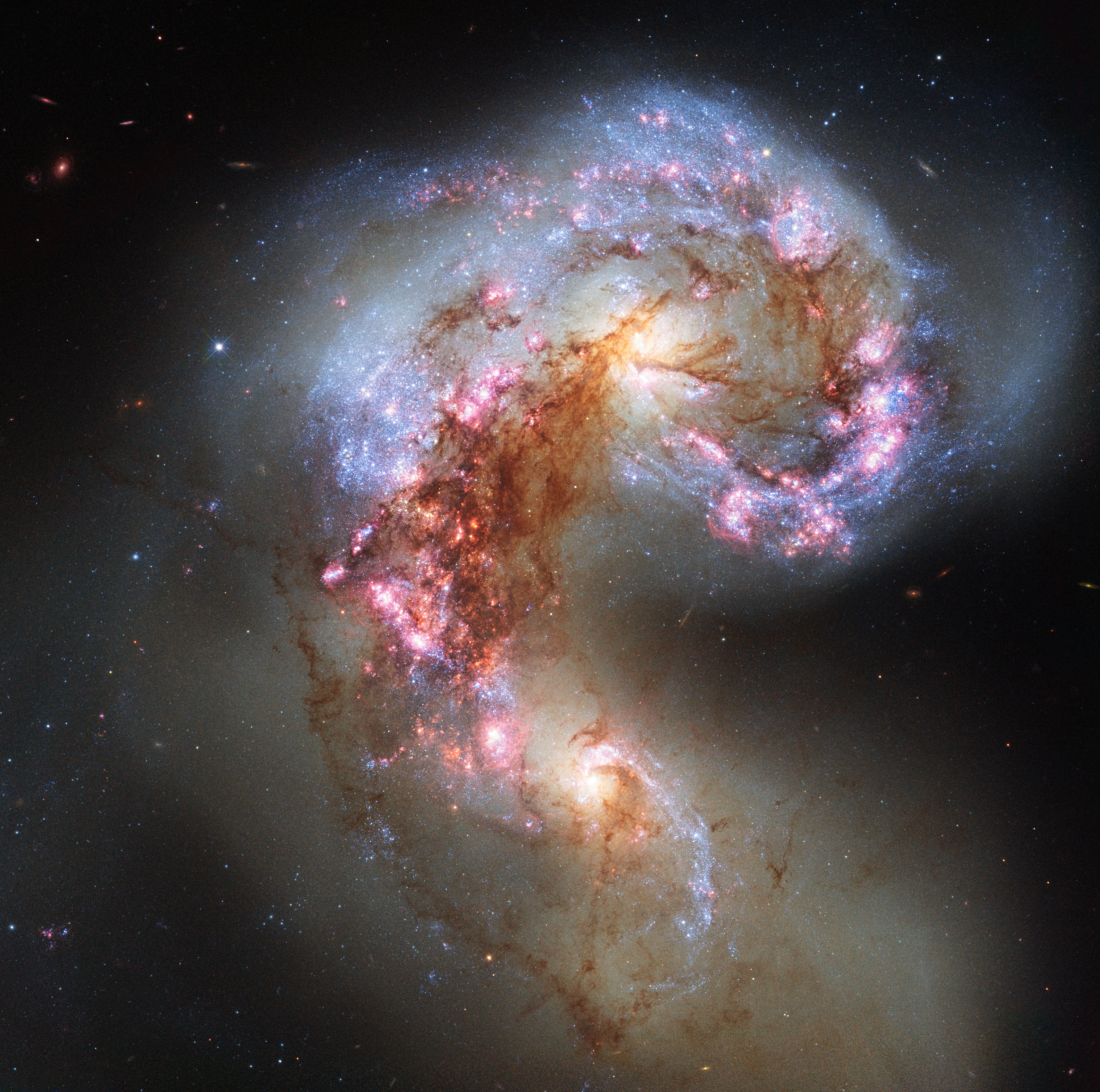
NGC 4038 (esquerra) i NGC 4039 (dreta)

El Corb no conté objectes Messier. Té diverses galàxies i una nebulosa planetària observable amb telescopis amateurs. El centre de Corb és la llar d'una nebulosa planetària, NGC 4361. La nebulosa en si s'assembla a una petita galàxia el·líptica i té una magnitud de 10,3, però l'estrella de magnitud 13 al seu centre revela la seva veritable naturalesa. Corb també conté el Stargate (asterisme).
El grup NGC 4038 és un grup de galàxies a través de Corb i el cràter. El grup pot contenir entre 13 i 27 galàxies. El membre més conegut és la peculiar galàxia Antennae, situada a 0,25 al nord de 31 Crateris. Consisteix en dues galàxies que interaccionen, NGC 4038 i 4039, que semblen tenir forma de cor vista des de la Terra. El nom prové de les enormes cues de marea que es desprenen dels extrems de les dues galàxies, formades a causa de la rotació original de les galàxies espirals. Les dues galàxies originals eren galàxies espirals i ara estan experimentant una extensa formació estel·lar a causa de la interacció dels núvols de gas. Les galàxies es troben a 45 milions d'anys llum de la Terra i cadascuna té múltiples fonts de raigs X ultraluminoses, la font de les quals es desconeix. Els astrònoms teoritzen que poden ser un tipus rar d'estrelles binàries que emeten raigs X o forats negres de massa intermèdia. Les galàxies Antenes apareixen en un telescopi a la 10a magnitud. SN 2004gt va ser una supernova de tipus Ic que va entrar en erupció el 12 de desembre de 2004. El progenitor no es va identificar a partir d'imatges més antigues de la galàxia, i és una estrella de tipus WC Wolf–Rayet amb una massa més de 40 vegades la del Sol, o una estrella de 20 a 40 vegades més massiva que el Sol en un sistema estel·lar binari. SN 2007sr va ser un esdeveniment de Supernova de tipus Ia que va assolir el màxim de brillantor el 14 de desembre de 2007. La galàxia s'ha identificat com un bon lloc per prendre imatges detallades en cas de més supernoves.
NGC 4027 és un altre membre del grup NGC 4038, destacat pel seu braç espiral estès. Coneguda com la galàxia Ringtail, es troba a prop de 31 crateris. Una galàxia espiral barrada, la seva forma distorsionada probablement es deu a una col·lisió passada, possiblement amb la propera NGC 4027A. NGC 4782 i NGC 4783 són un parell de galàxies el·líptiques fusionades a la part nord-est de la constel·lació, a uns 200 milions d'anys llum de distància.

### Pluja de meteorits
Dues pluges de meteors establertes s'originen dins dels límits de Corb. L'astrònom alemany Cuno Hoffmeister va descobrir i va anomenar els còrvids el 1937, després d'observar-los entre el 25 de juny i el 2 de juliol. No s'han vist des d'aleshores, ni hi havia indicis de pluja quan es van examinar els registres anteriors. Hoffmeister va assenyalar que la trajectòria de la pluja era similar a la del cometa 11P/Tempel-Swift-LINEAR, tot i que Zhukov i els seus col·legues no ho van confirmar el 2011. La dutxa s'ha relacionat provisionalment amb (4015) Wilson-Harrington. El gener de 2013, la MO Video Meteor Network va publicar el descobriment dels Eta Corvids, assignant uns 300 meteors vists entre el 20 i el 26 de gener La seva existència va ser confirmada per l'anàlisi de dades més tard aquell any.

## A la cultura popular
El 1624, l'astrònom alemany Jakob Bartsch va equiparar la constel·lació Nau Argo amb l'Arca de Noè, enllaçant el Corb i Columba amb el corb i la coloma que apareixen a la història del Gènesi.
A Action Comics (gener de 2013), que es va publicar el 7 de novembre de 2012, l'astrofísic Neil deGrasse Tyson apareix a la història, en la qual determina que el planeta natal de Superman, Kriptó, orbitava la nana vermella LHS 2520 a la constel·lació de Corvus. 27,1 anys llum de la Terra. Tyson va ajudar a DC Comics a seleccionar una estrella de la vida real que seria una estrella pare adequada per a Kriptó, i va triar l'estrella a Corb, i que és la mascota de l'escola secundària de Superman, els Smallville Crows.

## Trets notables
δ, γ, ε, i β formen l'asterisme 'vela'; i γ i δ serveixen d'indicador vers Spica.

## Objectes notables del cel profund
El Corb no conté objectes de Messier. La galàxia peculiar Antennae resultat, possiblement, de la col·lisió de NGC 4038 i NGC 4039, pareix tenir la forma d'un cor tal com es veu des de la Terra.